# Tường

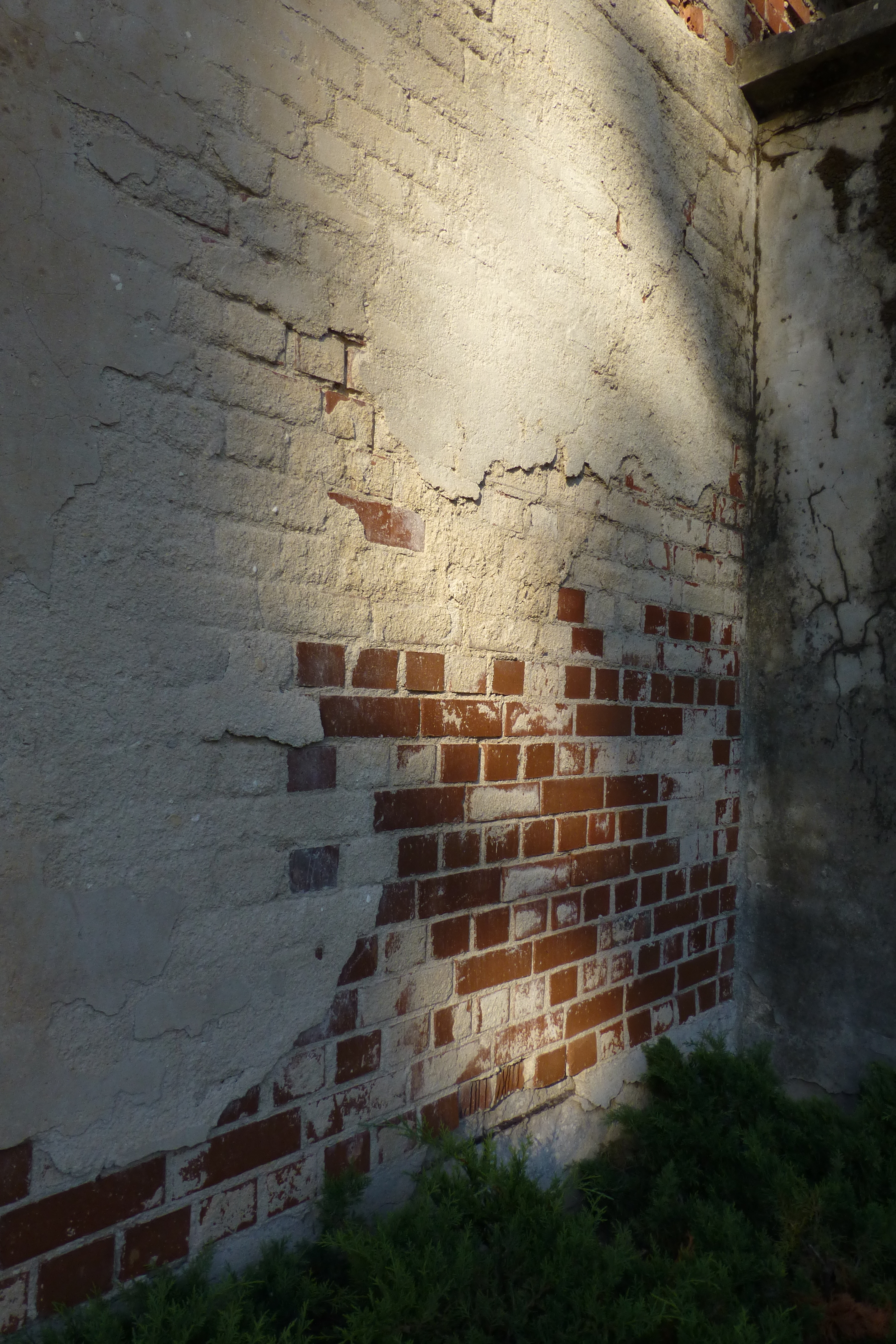
Tường

Tường là cấu trúc thẳng đứng, thường rắn chắc, xác định và bảo vệ một khu vực. Xây tường có một tác dụng chính: nó đỡ cho trần nhà và mái nhà.

## Tường trong văn hóa đại chúng
Tường thường được xem trong văn hóa đại chúng như là một đại diện cho một vật chắn chống lại sự tiến triển hay xâm nhập. Ví dụ nhóm nhạc rock Pink Loyd sử dụng tường ẩn dụ cho sự cô lập của nhân vật trong album concept  The Wall năm 1979 của họ. Một cách sử dụng khác xem tường như một bề mặt để viết lên. Ví dụ trang mạng xã hội Facebook sử dụng tường điện tử ("wall") trước khi áp dụng "timeline".